# Marcin Czarniecki
Marcin Czarniecki (zm. 1652) – miecznik czernihowski, pułkownik, jeden z 9 braci Stefana Czarnieckiego. Jako jedyny z tej rodziny miał męskiego potomka, którym był Stefan Stanisław Czarniecki, późniejszy starosta kaniowski i również kultywujący rodzinne tradycje wojskowe.
Zginął w masakrze pod Batohem.